# Phlyctenactis retifera
Phlyctenactis retifera is een zeeanemonensoort uit de familie Actiniidae.
Phlyctenactis retifera is voor het eerst wetenschappelijk beschreven door Stuckey in 1909.